# بیرانه
بیرانه یک منطقهٔ مسکونی در افغانستان است که در ولایت بامیان واقع شده‌است.